# Dibenzotiofene diidrodiolo deidrogenasi
La dibenzotiofene diidrodiolo deidrogenasi è un enzima appartenente alla classe delle ossidoreduttasi, che catalizza la seguente reazione:
cis-1,2-diidrossi-1,2-diidrodibenzotiofene + NAD+ ⇄ 1,2-diidrossidibenzotiofene + NADH + H+
L'enzima è coinvolto nella via di degradazione del dibenzotiofene nei batteri.